# سهل البطوف
سهل البطوف هو سهل يقع بين جبال الشاغور شمالًا وجبل طرعان جنوبًا. ويمتد من جنوبي قضاء عكا إلى صفورية شمال الناصرة وجبالها. يبلغ طوله من الشرق إلى الغرب نحو 10 أميال (16 كم)، وعرضه ميلان (3.5 كم). وتبلغ مساحته نحو 70,000 دونم. يعلو السهل من 500 إلى 700 قدم فوق سطح البحر، ويحيط به تلال ترتفع نحو 1,700 قدم. يعد سهل البطوف من أخصب بقاع الجليل. من القرى التي تقع في السهل:من القرى التي تقع في السهل: صفورية، كفر مندا، عيلبون، عرابة البطوف، البعينة، رمانة (الناصرة)، العزير وامتداد قرى كوكب أبو الهيجاء ودير حنا.

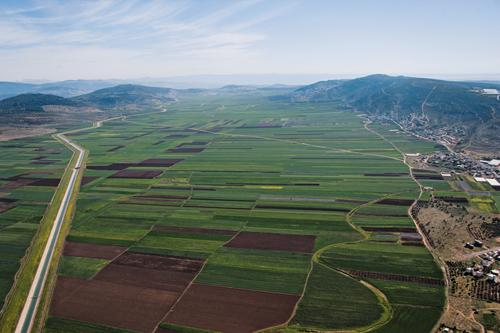
منظر عام لسهل البطوف شمال فلسطين.

تشرف المرتفعات على السهل من جميع أطرافه، وتكاد تمنع تصريف المياه منه وتخيله إلى حوض مغلق لولا الفتحة الوحيدة الضيقة في أقصى زوايته الجنوبية الغربية التي تربط بين السهل ووادي صفورية أحد روافد نهر المقطع. والسهل محصور بين مرتفعات جبل البطوف – سخنين الذي ترقى أعلى قممه إلى 548م عن سطح البحر من جهة الشمال، وجبل طرعان من جهة الجنوب، وله الارتفاع نفسه. أما السهل فيراوح ارتفاع سطحه بين 150 و200م وينخفض باتجاه الوسط والجنوب الغربي ويرتفع باتجاه الأطراف والشمال الشرقي والشرق. وهكذا فإن المرتفعات المحيطة به تعلو أرضه بما بين 300 – 350م بسفوح شديدة الانحدار نسبياً.

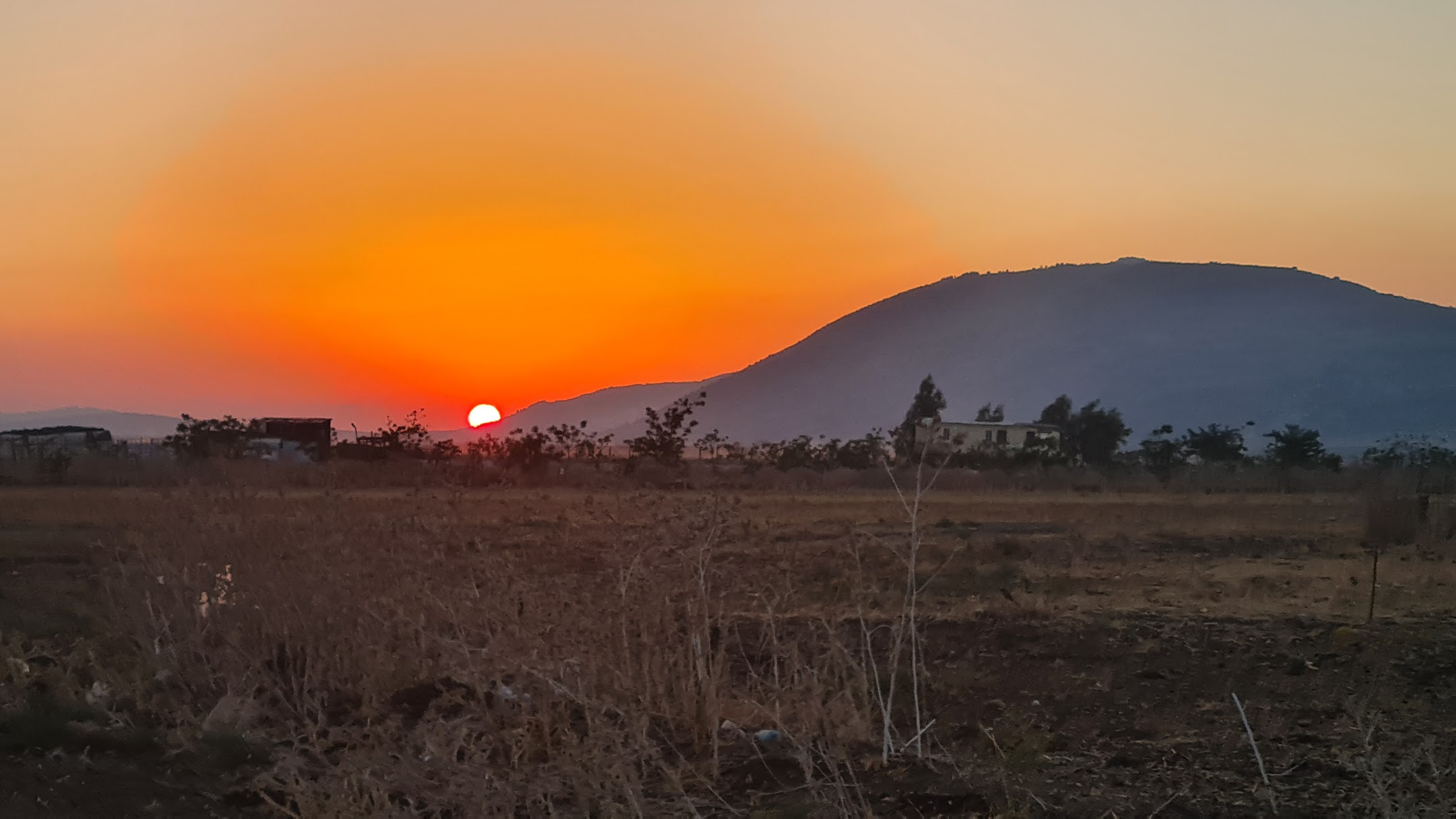
سهل البطوف وقت الغروب

سهل البطوف واحد من الحفر والأحواض البنائية (التكتونية) المنتشرة في منطقة الجليل الأدنى، وهي حفر ذات محور شرقي – غربي سائد تفصل بينها سلاسل جبلية طولية لها المحور نفسه تقريباً. ويتفق محور سهل البطوف مع محور خطوط الصدوع (الانكسارات) التي حددت أطراف السهل وأدت إلى نهوض الجبال حوله سببت انخفاضه. ومما يزيد التباين بين السهل والجبال امتلاء أرض السهل بالترسبات اللحقية ومجروفات السيول العائدة للفترة الرباعية الحديثة، وسيادة الصخور الكلسية – الدولوميتية العائدة للكريتاسي (السينوماني- التوروني) في الجبال. ولما كانت كمية الأمطار السنوية للمنطقة تراوح بين 500 و600مم فإن إمكانية الزراعة في هذا السهل الخصب كبيرة، وقد استفاد منها الإنسان منذ القدم.
 ونظراً لخصب السهل وتوفر المياه ازدهرت فيه زراعة الحبوب والخضر. واهتم سكان القرى المحيطة به بغرس الأشجار المثمرة، وتربية الحيوانات خارج نطاق المساحات التي كانت تغرقها مياه الفيضان.